# Дубровне (Леб'яжівський округ)
Дубро́вне (рос. Дубровное) — село у складі Леб'яжівського округу Курганської області, Росія.
Населення — 249 осіб (2010, 353 у 2002).